# يوشيهيرو ياسودا
يوشيهيرو ياسودا (باليابانية: 安田好弘؛ بالكانا: やすだ よしひろ) هو محامي ياباني، ولد في 4 ديسمبر 1948 في هيوغو في اليابان.